# Nauvoo, Illinois
Există alte două localități omonime în Statele Unite, Nauvoo, Alabama și Nauvoo, Pennsylvania
Nauvoo (din ebraică, נָאווּ - Nåvu/Nâwû - "a fi frumos / cât de frumos" ) este un orășel din comitatul Hancock, Illinois, Statele Unite ale Americii. Deși populația localității este de doar 1.063 de oameni (conform Recensământului din anul 2000 al USCB), fiind totodată relativ dificil de a ajunge într-un loc îndepărtat al statului Illinois, departe de drumuri principale, Nauvoo atrage constant foarte mulți oameni, majoritatea fiind membrii ai bisericilor The Church of Jesus Christ of Latter-day Saints, respectiv ai Community of Christ, sau a altor grupuri religioase care au evoluat separat din Mormonism, precum și a unor grupuri ca Icarienii.
Localitatea a fost fondată de Joseph Smith, Jr., fondatorul mișcării religioase Latter Day Saints, fiind numită de acesta după un termen din ebraică, dar cu o ortografie conformă limbii engleze. Cuvântul provine din Isaia 52:7, Vechiul Testament, "Cât de frumos este pe munți ... ". Este interesant de remarcat că în iarna lui 1845 Nauvoo era mai mare decât Chicago".

## Geografie
Nauvoo se găsește la coordonatele 40°32′40″N 91°22′49″V / 40.54444°N 91.38028°V (40.544567, -91.380317).GR1  Situat în lunca fluviului Mississippi, cea mai mare parte a orașului Nauvoo se găsește pe un teren foarte jos, doar la câțiva metri altitudine deasupra linie apei. O colină proeminentă apare către est, la baza căreia se găsește Templul din Nauvoo, care a fost reconstruit. Odată cu clădirea templului, nivelul ridicat al terenului (numit de localnici, "colina", the hill) continuă spre est, cale de mai multe mile.
Conform biroului recensămintelor Uniunii, United States Census Bureau, orașul are o suprafață de 12,5 km2 (sau 4.8 square miles), dintre care 8,8 km2 reprezintă uscat și 3.7 km2, adică 1.4 mile patrate (sau 29.88%) este apă.

## Demografie
După recensământul din 2000, în oraș sunt 1063 de locuitori, 403 deținători de proprietăți și 276 de familii.